# Коляев, Никита Владимирович
Никита Владимирович Коляев (23 июля 1989, Алма-Ата) — российский футболист, нападающий.

## Карьера
Воспитанник СДЮШОР «Зенит». Не пробившись в профессиональный футбол в России, форвард решил уехать в Эстонию, где сразу же подписал контракт с клубом Премиум-лиги «Калев» (Силламяэ). Через сезон Коляев сумел попасть в «Левадию» — один из сильнейших клубов страны.
С 2011 по 2013 гг. нападающий выступал в Израиле за клуб «Маккаби-Ирони» (Бат-Ям). После этого он вновь вернулся в «Левадию». Ему удалось помочь завоевать команде титул чемпиона страны.
С середины 2014 года Никита Коляев выступал за клуб Второго российского дивизиона «Днепр» (Смоленск).
В августе 2015 года подписал контракт с керченским «Океаном», выступающим в Премьер-лиге КФС. За керченский клуб провёл 11 матчей, забил 7 голов, став лучшим бомбардиром команды в первой половине чемпионата.
1 марта 2016 года подписал новый контракт с симферопольским ТСК. В составе симферопольцев стал чемпионом и лучшим бомбардиром чемпионата Крымского футбольного союза в сезоне 2015/16.
5 августа 2016 года перешёл в клуб «Нафтан» (Новополоцк).

## Достижения
«Левадия»
- Чемпион Эстонии: 2013
- Обладатель Кубка Эстонии: 2012, 2014
- Обладатель Суперкубка Эстонии: 2013